# Guido Casoni
Pour les articles homonymes, voir Casoni.
Guido Casoni, né en 1561 à Serravalle et mort le 30 mai 1642 dans la même ville, est un poète italien.

## Biographie
Né à Serravalle dans le Trévisan, vers la fin du XVIe siècle, Casoni est un des premiers fondateurs de l’académie degli Incogniti, à Venise. Sa maison est le rendez-vous des plus beaux esprits de cette capitale, où il habite longtemps. Le doge, auprès duquel ses compatriotes l’ont chargé d’une mission, le décore de la dignité de chevalier. Après avoir rempli divers emplois dans sa patrie, il meurt en 1640, laissant une vie du Tasse, et divers autres ouvrages dont on trouve la liste dans les Glorie degli Incogniti. La onzième édition de ses Opere est de Venise, 1623, in-16. Il s’attachait beaucoup à imiter les poètes grecs et latins.

## Œuvres
- L'opere del sig. caualier Guido Casoni, Venise, Tommaso Baglioni, 1626 (lire en ligne) ;
- Vita della gloriosa vergine e martire Augusta serravallese (1582) ;
- Della Magia d'amore, Venise, appresso Agostin Zoppini, e nepoti, 1596 (lire en ligne) ;
- Ode  (ed. princeps 1601/1602) ;
- Ode in morte del Tasso ;
- La Passione di Christo ;
- Ragionamenti interni ;
- In morte di Fulvia Coloreta (1602-1607 ca.) ;
- Luccioletta Gentile (1602-1607 ca.) ;
- Ode in onore della Sacratissima Sindone, 1623 ca. ;
- Vita di Torquato Tasso (1625) ;
- Giuoco di Fortuna  (comédie, 1626 ca.) ;
- Emblemi Politici  (Venise, 1632) ;
- « La miseria humana; La umana infelicità », Discorsi academici de' signori Incogniti, Venise, Sarzina,‎ 1635, p. 3-20